# کارل بورمان
کارل بورمان (به آلمانی: Karl Bormann؛ ۲۳ نوامبر ۱۹۲۸ در منهایم – ۱۷ اوت ۲۰۱۵)، مورخ فلسفه اهل آلمان بود.
او مدرک دکترای خود را در سال ۱۹۵۵ میلادی با نگارش پایان‌نامه‌ای در شرح و توضیح تفسیر هری ولفسون از لوگوس فیلون اسکندرانی کسب نمود. وی نایل به کسب درجه استاد ممتازی (استاد تمامی) فلسفه در دانشگاه کلن شد. حوزه اصلی فعالیت او در زمینه فلسفه دوران باستان (فیلون اسکندرانی، افلاطون، پارمنیدس) و قرون وسطی (نیکلاس کوسا) بود.

## منتخب آثار
- ایده‌ها و آموزه‌های فیلون اسکندرانی، ۱۹۵۵
- افلاطون، ۱۹۷۳، تجدید نظر در چاب: ۲۰۰۳/ ترجمه محمدحسن لطفی تبریزی، انتشارات طرح نو، ۱۳۷۵
- ترجمه از یونانی، ۲۰۰۶
- دربای پولیتیای افلاطون، ۱۹۸۹
- دولت افلاطون، ۱۹۷۱
- پارمنیدس، مطالعاتی بر روی قطعه‌ها ۱۹۷۱